# Tropidolaemus subannulatus
Tropidolaemus subannulatus е вид змия от семейство Отровници (Viperidae). Видът не е застрашен от изчезване.

## Разпространение и местообитание
Разпространен е в Бруней, Индонезия (Калимантан и Сулавеси), Малайзия (Сабах и Саравак) и Филипини.
Обитава гористи местности, национални паркове, храсталаци и плантации в райони с тропически климат.